# Antonín Gindely
Antonín Gindely (3. září 1829 Praha – 24. říjen 1892 Praha) byl český historik, archivář a univerzitní pedagog židovského původu, postupně byl jmenován profesorem dějin na Německé univerzitě v Praze a na Univerzitě v Olomouci.

## Život
Narodil se jako třetí z osmi dětí v pražské rodině národnostně německého truhláře Josefa Gindelyho a jeho české manželky Veroniky. Na pražské univerzitě postupně studoval filozofii (1846–1848), teologii (1848–1850) a práva (1850–1853). Byl mimo jiné žákem Konstantina Höflera a Františka Palackého. Absolvoval roku 1852 v oboru historie a archivnictví na Německé univerzitě. V Praze následně vyučoval na české reálce (1852–1853 a 1856–1862), mezi lety 1853-1855 působil jako suplent historie na právnické fakultě univerzity v Olomouci. Podnikal studijní cesty po archivech v Čechách, Polsku, Německu, Švédsku, Francii, Španělsku a Nizozemí. V roce 1862 začal přednášet na univerzitě v Praze, kde byl 1867 jmenován řádným univerzitním profesorem rakouských dějin (působil zde po boku Josefa Kalouska). Současně od roku 1862 až do své smrti pracoval v Zemském archivu Království českého (v roce 1867 byl jmenován prvním českým zemským archivářem).
S manželkou Vilemínou rozenou Behseovou, měl čtyři děti, z nichž dvě se dožily dospělosti. Ze dvou synů zemřel starší Vilém (* 1865) jako tříletý, mladší Jiří (* 1868) vystudoval práva a stal se notářem, začínal na Žluticku.

## Dílo
Věnoval se českým a rakouským dějinám v 16. a 17. století, zejména církevním dějinám českých zemí se zaměřením na historickou jednotu bratrskou. Jeho práce o dogmatických stanoviscích jednoty (1854) je vůbec prvním pojednáním moderní české historiografie o jednotě bratrské. Významná je jeho ediční činnost, která vedle zpřístupnění řady rukopisných pramenů k dějinám jednoty zahrnuje především prvních sedm svazků Sněmů českých, které začal z jeho podnětu vydávat zemský archiv. Jeho dílo se vyznačuje zřetelem k evropským souvislostem, smyslem pro dobové náboženské myšlení a zjevnou rutinní orientací v politickém a hospodářském dobovém kontextu. Ačkoliv publikoval i česky, měl na zřeteli zachování a posílení jednotného rakouského státu, který by se vyhýbal politickým krajnostem německého centralismu a zároveň tlumil snahy slovansko-maďarského federalismu.

### Edice
- Quellen zur Geschichte der Böhmischen Brüder, vornehmlich ihren Zusammenhang mit Deutschland betreffend. Wien 1859.
- Dekrety jednoty bratrské. Praha 1865.

### Studie
- Über die Verhandlungen am Landtage zu Prag im J. 1575 behufs rechtlicher Anerkennung der Lutheraner und böhmisch-mährischen Brüder in Böhmen. In: Sitzungsberichte der kaiserlichen Akademie der Wissenschaften. Philosophisch-historische Classe. Bd. 13. Wien 1854, 413–429.
- Über die dogmatischen Ansichten der böhmisch-mährischen Brüder nebst einigen Notizen zur Geschichte ihrer Entstehung. In: Sitzungsberichte der kaiserlichen Akademie der Wissenschaften. Philosophisch-historische Classe. Bd. 13, Wien 1854, 349–413.
- Beiträge zur Geschichte der Zeit K. Rudolf’s II. In: Sitzungsberichte der kaiserlichen Akademie der Wissenschaften. Philosophisch-historische Classe. Bd. 18. Wien 1855, 17–62.
- O poměrech náboženských (v Čechách a Moravě) za prvních dob panování Maxmiliana II. In: Šestá výroční zpráva c.k. české vyšší reálné školy v Praze r. 1857, 1–11.
- Bitva na Bílé hoře. In: Časopis Musea Království českého 50 (1876), 213–239.
- O postavení Francie k povstání českému v létech 1618-1620. In: Časopis Musea Království českého 50 (1876), 1–34.
- Popravy v Praze po bitvě Bělohorské a jejich následky. In: Časopis Musea Království českého 53 (1879), 125–138, 364–378, 458–466.
- Die Entwickelung des böhmischen Adels und der Inkolatsverhältnisse seit dem 16. Jahrhunderte. In: Abhandlungen der Classe für Philosophie, Geschichte und Philologie der königl. böhmischen Gesellschaft der Wissenschaften vom Jahre 1885-1886. VII. Folge, 1. Bd. Prag 1886, Nr. 3.

### Monografie
- Geschichte der Ertheilung des böhmischen Majestätsbriefes von 1609. Prag 1858.
- Böhmen und Mähren im Zeitalter der Reformation. Geschichte der Böhmischen Brüder. 2 Bde. Prag 1868 (3. vyd.).
- Geschichte der böhmischen Finanzen von 1526 bis 1618. Wien 1868.
- Rudolf II. und seine Zeit 1600–1612. 2 Bde. Prag 1868 (2. přehlédnuté vyd.).
- Geschichte des Dreißigjährigen Krieges. 4 Bde. Prag 1869–1880.
- Dějiny českého povstání léta 1618. 4 sv. Praha 1870–1880.
- Die Processierung der Häretiker in Böhmen unter Kaiser Karl VI. Prag 1887.
- Über des Johann Amos Comenius Leben und Wirksamkeit. Znaim 1892 (2. vyd.).
- Geschichte der Gegenreformation in Böhmen. Leipzig 1894.